# Han Cong
Han Cong (en chino: 韩聪; Harbin, 6 de agosto de 1992) es un deportista chino que compite en patinaje artístico, en la modalidad de parejas.
Participó en dos Juegos Olímpicos de Invierno, obteniendo dos medallas, plata en Pyeongchang 2018 y oro en Pekín 2022, ambas en la prueba de parejas (junto con Sui Wenjing).
Ganó cinco medallas en el Campeonato Mundial de Patinaje Artístico sobre Hielo entre los años 2015 y 2021, y seis medallas de oro en el Campeonato de los Cuatro Continentes de Patinaje Artístico sobre Hielo entre los años 2012 y 2020.

## Palmarés internacional
| Juegos Olímpicos                     | Juegos Olímpicos                  | Juegos Olímpicos | Juegos Olímpicos |
| Año                                  | Lugar                             | Medalla          | Prueba           |
| ------------------------------------ | --------------------------------- | ---------------- | ---------------- |
| 2018                                 | Pyeongchang (Corea del Sur)       | Medalla de plata | Parejas          |
| 2022                                 | Pekín (China)                     | Medalla de oro   | Parejas          |
| Campeonato Mundial                   |                                   |                  |                  |
| Año                                  | Lugar                             | Medalla          | Categoría        |
| 2015                                 | Shanghái (China)                  | Medalla de plata | Parejas          |
| 2016                                 | Boston (Estados Unidos)           | Medalla de plata | Parejas          |
| 2017                                 | Helsinki (Finlandia)              | Medalla de oro   | Parejas          |
| 2019                                 | Saitama (Japón)                   | Medalla de oro   | Parejas          |
| 2021                                 | Estocolmo (Suecia)                | Medalla de plata | Parejas          |
| Campeonato de los Cuatro Continentes |                                   |                  |                  |
| Año                                  | Lugar                             | Medalla          | Categoría        |
| 2012                                 | Colorado Springs (Estados Unidos) | Medalla de oro   | Parejas          |
| 2014                                 | Taipéi (Taiwán)                   | Medalla de oro   | Parejas          |
| 2016                                 | Taipéi (Taiwán)                   | Medalla de oro   | Parejas          |
| 2017                                 | Gangneung (Corea del Sur)         | Medalla de oro   | Parejas          |
| 2019                                 | Anaheim (Estados Unidos)          | Medalla de oro   | Parejas          |
| 2020                                 | Seúl (Corea del Sur)              | Medalla de oro   | Parejas          |